# Torreys Peak
Torreys Peak je hora v pohoří Front Range v Jižních Skalnatých horách, ve Spojených státech amerických. Nachází se ve střední části Colorada, na hranici okresů Clear Creek County a Summit County,
přibližně 75 km západně od Denveru. Torreys Peak náleží se 4 349 m k jednomu z 53 coloradských fourteeners. Kilometr jihovýchodně od hory leží nejvyšší hora pohoří Front Range Grays Peak. Hora je pojmenovaná po americkém botanikovi Johnu Torreyovi.